# Ten Black Years
Ten Black Years je konpliacijski album njemačkog thrash metal sastava Sodom objavljen 2. prosinca 1996. godine.

## Popis pjesama
CD1
1. "Tired and Red" - 5:27
2. "The Saw Is the Law" - 5:51
3. "Agent Orange" - 6:05
4. "Wachturm/Erwachet" - 4:07 (live)
5. "Ausgebombt" - 3:04
6. "Sodomy and Lust" - 5:03 (live)
7. "Remember the Fallen" - 4:46 (live)
8. "Nuclear Winter" - 5:25
9. "Outbreak of Evil" - 4:46
10. "Resurrection" - 4:48
11. "Bombenhagel" - 6:38 (live)
12. "Masquerade in Blood" - 3:20
13. "Bullet in the Head" - 3:02
14. "Stalinhagel" - 6:47 (live)
15. "Shellshock" - 2:16 (live, Tank cover)
16. "Angel Dust" - 3:39 (Venom cover)

CD 2
1. "Hunting Season" - 4:29
2. "Abuse" - 1:45
3. "1000 Days of Sodom" - 4:43 (Venom cover)
4. "Gomorrah" - 2:18
5. "Unwanted Youth" - 3:35
6. "Tarred & Feathered" - 3:02
7. "Iron Fist" - 2:58 (live, Motörhead cover)
8. "Jabba the Hut" - 2:32
9. "Silence Is Consent" - 2:30
10. "Incest - 4:28 (live)
11. "Shellfire Defense" - 4:22
12. "Gone to Glory" - 1:59 (1994.)
13. "Fratricide - 2:50 (1994.)
14. "Verrecke!" - 2:49
15. "One Step over the Line" - 2:15
16. "My Atonement" - 6:04
17. "Sodomized" - 2:38
18. "Aber bitte mit Sahne" - 3:14 (Udo Jürgens cover)
19. "Die Stumme Ursel" - 3:48
20. "Mantelmann" - 2:10